# Ada Jonath
Ada E. Jonath (hebr. ‏עדה יונת‎, ang. Ada Yonath; ur. 22 czerwca 1939 w Jerozolimie) – izraelska krystalograf.

## Życiorys
Jej rodzice wyegimrowali ze Zduńskiej Woli do Palestyny w 1933 roku.
Studiowała na Uniwersytecie Hebrajskim w Jerozolimie, gdzie uzyskała bakalaureat w 1962 roku oraz tytuł magistra biochemii w 1964. Stopień doktora uzyskała w 1968 roku w Instytucie Naukowym Weizmana, jej praca doktorska dotyczyła krystalografii. Odbyła staże podoktorskie w Carnegie Mellon University (1969) oraz MIT (1970).
Badania Jonath koncentrują się na mechanizmach molekularnych biosyntezy białek. Wyznaczyła ona z dużą rozdzielczością struktury krystaliczne jednostek rybosomów.
W 2007 otrzymała Nagrodę Wolfa w dziedzinie chemii, w 2009 Nagrodę Nobla w dziedzinie chemii za badania nad strukturą i funkcją rybosomów (wspólnie z Venkatramanem Ramakrishnanem i Thomasem Steitzem).
Jest też laureatką Medalu Marii Skłodowskiej-Curie przyznanego jej w 2011 r. przez Polskie Towarzystwo Chemiczne, a w 2015 r. otrzymała tytuł doktora honoris causa Uniwersytetu Medycznego w Łodzi. 26 maja 2023 odebrała tytuł doktora honoris causa Uniwersytetu Jagiellońskiego